# Colmenar de Montemayor
Colmenar de Montemayor là một đô thị ở tỉnh Salamanca, phía tây Tây Ban Nha, cộng đồng tự trị Castile-Leon. Đô thị này có cự ly 100 kilômét so với thành phố tỉnh lỵ Salamanca và có dân số 258 người.
Đô thị này có diện tích 39,98 km².
Đô thị này nằm ở khu vực có độ cao 830 mét trên mực nước biển.
Mã số bưu chính là 37711.